# Epiencyrtus thyreodontis
Epiencyrtus thyreodontis är en stekelart som först beskrevs av William Harris Ashmead 1898.  Epiencyrtus thyreodontis ingår i släktet Epiencyrtus och familjen sköldlussteklar. Inga underarter finns listade i Catalogue of Life.